# Picoto dos Barbados

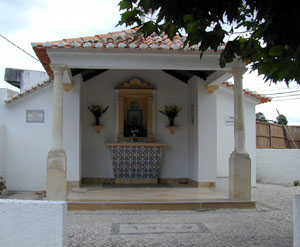
Capela de Santo António, Picoto dos Barbados, Coimbra

Picoto dos Barbados é um lugar da freguesia de Santo António dos Olivais, situado na cidade de Coimbra, Portugal.
Aqui pode apreciar uma bela vista sobre a cidade de Coimbra, visitar a Capela de Santo António, ou passar um momento agradável e refrescante na Mata Nacional de Vale de Canas
Anualmente, no mês de Junho, no largo da capela, realiza-se um arraial popular, em que os pontos altos são a celebração de uma missa, e a partida das cantarinhas.